# 中安遺跡
中安遺跡（なかやすいせき）は、かつて大分県大分市城原に存在した遺跡である。

## 概要
7世紀末-8世紀代に置かれていた海部郡の行政拠点である海部郡衙・評衙跡と推定されていた。郡衙は律令制のもとでの地方行政区画である郡の行政庁で、8世紀に入って評が郡に改められるまでは評衙と呼ばれていた。
この遺跡の周囲の半径数kmの範囲内には、4世紀後半-5世紀前半に建造されたと推測される大分県下最大の前方後円墳である亀塚古墳、5世紀中頃と推測され総量34kgという大量の朱に彩られた石棺の出土した築山古墳、7世紀中-末頃という日本最古級の官衙跡である城原・里遺跡などが位置し、律令制が整えられて行く過程を知る上で貴重な遺跡のひとつであった。
しかし、中心部分が民間のマンション建設により破壊された上、大分市及び大分市教育委員会によって、遺跡保存よりも2002 FIFAワールドカップの観客輸送の道路建設を優先された結果、2000年8月から道路建設工事が行われ、賀川光夫別府大学名誉教授などの考古学者を中心とした広範な反対運動にもかかわらず、遺跡の大部分が消失した。